# Förderpreis für Literatur der Landeshauptstadt Düsseldorf
Il Förderpreis für Literatur der Landeshauptstadt Düsseldorf è un Premio letterario tedesco donato dal Comune di Düsseldorf nel Land tedesco della Renania Settentrionale-Vestfalia. Il Premio assegnato a opere letterarie che trattino in qualche modo della città di Düsseldorf viene assegnato dal 1972 da parte del Consiglio della città.

## Premio in denaro
Il premio è in denaro e ammonta a 4000 €.

## Criteri di aggiudicazione
Il Förderpreis für Literatur der Landeshauptstadt Düsseldorf è dato una volta all'anno per artisti e gruppi, in particolare nelle sezioni di Poesia, Finzione, Recensione e Traduzione. Può essere  assegnato a una singola opera oppure tenendo conto di tutti i lavori di un giovane artista.
Statisticamente il vincitore femminile non è mai stato più vecchio di 40 anni, il vincitore maschile, invece, di età non superiore a 35 anni. Una seconda assegnazione del Premio per la stessa artista o per lo stesso artista è consentita se c'è un periodo minimo di cinque anni tra le due candidature.

## Vincitori
- 2023: Alexandra Berlina, traduttrice; Dietlind Falk, autrice e traduttrice[2]
- 2022:	Vera Vorneweg, autrice
- 2021:	Jana Buch, autrice
- 2020: Pearl Seemann, autrice
- 2019: Non assegnato
- 2018:	Tobias Steinfeld, autore
- 2017:	Marlene Röder, autrice
- 2016: Lea Beiermann, autrice
- 2015: Dorian Steinhoff, autore
- 2014: David Finck, autore
- 2013: Hannah Dübgen, autrice
- 2012: Axel von Ernst, autore
- 2011: Philip Holstein, critico
- 2010: Vera Elizabeth Gerling, traduttrice
- 2009: Alexander Conrad, autore e traduttore
- 2008: Reglindis Rauca, autore
- 2007: Pia Helfferich, autrice
- 2006: Sabine Klewe, scrittrice
- 2005: Angela Litschev, poetessa
- 2004: Peter Philipp †, scrittore
- 2003: Frank Schablewski, autore
- 2002: Philip Schiemann, autore
- 2001: Martin Baltscheit, autore
- 2000: Silvia Kaffke, autrice
- 1999: Pamela Granderath, autrice
- 1998: Alexander Nitzberg, autore
- 1997: Saskia Fischer, autrice
- 1996: Barbara Bongartz, autrice
- 1995: Thomas Hoeps, autore e poeta
- 1994: Caroline Ebner, attrice / Wolfram Goertz, critico
- 1993: Peter Bamler, attore / Karin Beier, direttrice
- 1992: Kai Butcher, scrittore / André Ronca †, scrittore
- 1991: Isabell Lawrence, traduttrice / VEV - cabaret
- 1990: Jens Berthold †, attore
- 1989: Daniela El Aidi, mimo / Kajo Scholz †, poeta
- 1988: Claudia Schaller, scrittrice / Hubert Winkels, scrittore e giornalista
- 1987: Barbara Zimmermann, autrice / Heinz-Norbert Jocks, giornalista
- 1986: Georg Heinzen, Uwe Koch, autori / Thomas Kling †, autore
- 1985: Liane Dirks, scrittore / Ulrich Matthes, attore
- 1984: Helga Lippelt, scrittrice / Arpad Kraupa, attore
- 1983: Krista Posch, attrice / Anton Bachleitner, funzionario
- 1982: Jhawemirc Gruppo Teatro / Raimund Hoghe, scrittore
- 1981: Bernd Schultze, attore / Dorothée Haese Ling, scrittrice
- 1980: Mark Völlenklee, attore / Detlef Wolters, scrittore
- 1979: Doris Wolf, teatro amatoriale "stage 79" / Jens Prüss, scrittore
- 1978: Charlotte Schwab, attrice / Wolfgang Weck †, scrittore
- 1977: Peter K. Kirchhof, scrittore / Udo Samel, attore
- 1976: Jutta Hahn, attrice / Niklas Stiller, scrittore
- 1975: Gerhild Didusch, attrice / Winfried Zangerle †, burattinaio
- 1974: Marianne Hoika, attrice / Barbara Ming Mandok, scrittrice
- 1973: Ilse Ritter, attrice / Karin Struck, scrittrice
- 1972: Ferdinand Kriwet, scrittore / Wolf Seesemann, direttore